# Phymaturus sitesi
Espèce
Statut de conservation UICN

 LC  : Préoccupation mineure
Phymaturus sitesi est une espèce de sauriens de la famille des Liolaemidae.

## Répartition et habitat
Cette espèce est endémique de la province de Neuquén en Argentine,. Elle est présente entre 1 800 et 2 100 m d'altitude. On la trouve sur les affleurement rocheux. La végétation environnante est composée de buissons Senna arnottiana, Senna kurtzi, Mulinum spinosum et d'herbe Stipa.

## Description
C'est un saurien vivipare.

## Étymologie
Cette espèce est nommée en l'honneur de Jack Walter Sites Jr..

## Publication originale
- Avila, Fulvio-Perez, Perez & Morando, 2011 : Two new mountain lizard species of the Phymaturus genus (Squamata: Iguania) from northwestern Patagonia, Argentina. Zootaxa, no 2924, p. 1–21.